# SSB (milícia)
A Força Civil SSB (abreviação de Sool, Sanaag, Buhoodle; em somali: Ciidamada Madaniga SSB) é uma milícia clânica que opera nas regiões de Sool, Sanaag e Togdheer da Somalilândia. A milícia foi criada e é afiliada ao clã Habr Je'lo, parte da família mais ampla do clã Isaaq.
O SSB foi formado em outubro de 2023 em Qorilugud, região de Togdheer, como uma força de segurança regional, motivada por confrontos entre as forças da Somalilândia e combatentes de Khatumo, atraindo membros das milícias locais do clã Habr Je'lo nas regiões de Sanaag e Togdheer. O principal encargo do SSB é defender e proteger o território tribal Habr Je'lo. A milícia esteve envolvida em operações de contrainsurgência contra as forças de Khatumo.
Em 1 de março, a Somalilândia integrou oficialmente o primeiro batalhão da milícia clânico SSB em suas forças armadas após dias de negociações na região de Sanaag, integrando mais dois em 4 de março. No entanto, tensões surgiram sobre o plano do governo da Somalilândia de integrar milícias dos clãs locais, particularmente o SSB, bem como a milícia G36, nas forças de segurança nacional, com muitos moradores reclamando que perderiam sua capacidade de agir autonomamente em questões de segurança local e marginalização dentro do comando central.

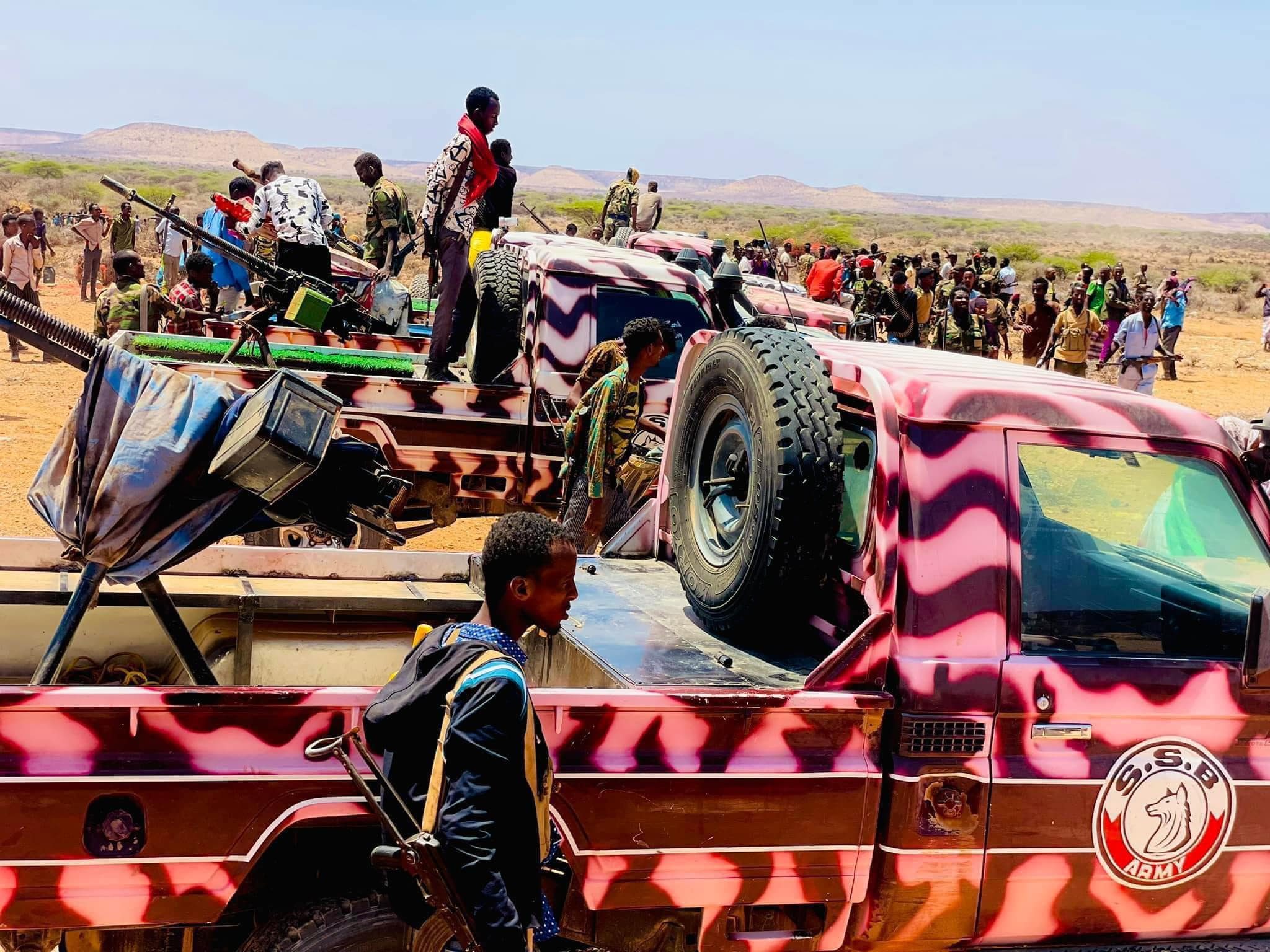
Milícias civis SSB estacionadas perto de Qorilugud